# Legionářské známky
Legionářské známky v Československu byly příležitostné poštovní známky s příplatkem ve prospěch sirotků po padlých legionářích. Vyšly k prvnímu výročí republiky, v pondělí 27. října 1919 a v platnosti byly pouze 8 dní, což je nejméně v historii československých známek.

## Autorství a motiv
Autorem známek byl Jakub Obrovský. Známky existují ve dvou motivech, jedním je (český) lev trhající okovy vytištěný knihtiskem, druhým matka (Republika) s dítětem tištěná hlubotiskem. Nominální hodnota je vyjádření číslicí, ale ještě ne měnovou jednotkou: Přestože v té době již byla přijata koruna československá, doposud nebyly v oběhu nové mince.
Známky s motivem lva byly svého času předmětem výsměchu, protože český lev trhající okovy zůstal v reálném světě heraldickou figurou, jejíž dva ocasy jsou v rozporu s přírodou.

## Sběratelství
Všechny známky vyšly v nákladu po 5 milionech kusů. Existuje mnoho druhů zoubkování a vyskytují se i nevydané nezoubkované. Sběratelská cena se odvíjí od druhu zoubkování, nejčastější zoubkování bylo hřebenové 13½:13¾; ty nejsou nijak mimořádně ceněné, vyšší hodnotu mají barevné odchylky, zvláště světlezelená 15 h. Jiná zoubkování jsou již vzácnější. V prodeji byly též čtyřbloky s pamětním razítkem v zelené barvě.
V roce 1968 vyšel k 50. letům Československa aršík od J. Herčíka v hodnotě 5 Kčs s motivem lva v červené barvě.
V roce 1987 vyšla u příležitosti dne poštovní známky a 105 let od narození Jakuba Obrovského známka s jeho portrétem, lvem a lvem z legionářských známek.

## Galerie

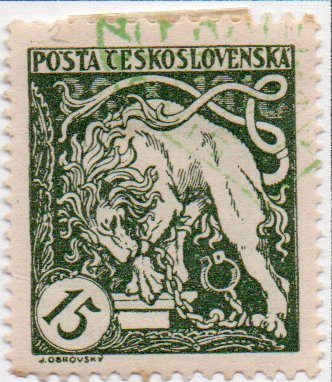
15 haléřů šedozelená
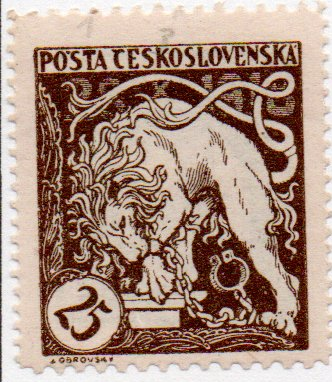
25 haléřů hnědá
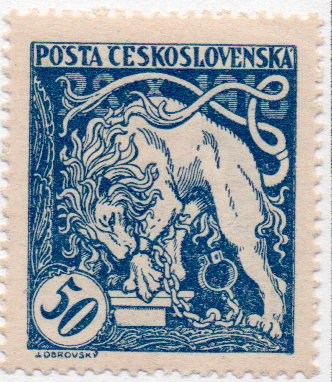
50 haléřů modrá
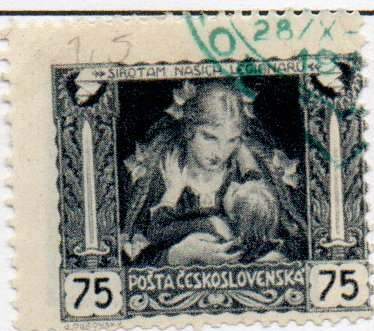
75 haléřů šedá
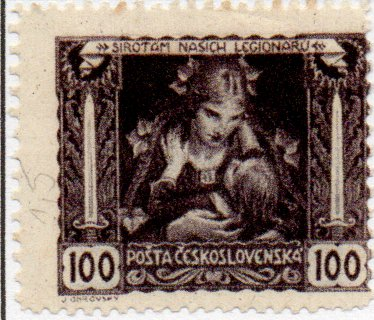
100 haléřů fialovohnědá
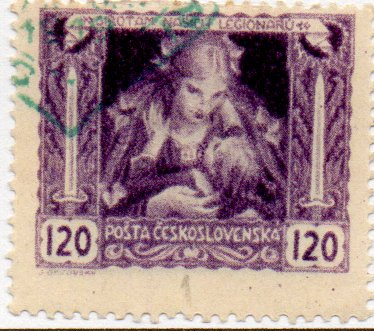
120 haléřů fialová
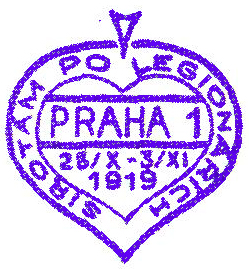
pamětní razítko